# Małopolski Festiwal Smaku
Małopolski Festiwal Smaku – polski festiwal kulinarny odbywający się na terenie Małopolski.

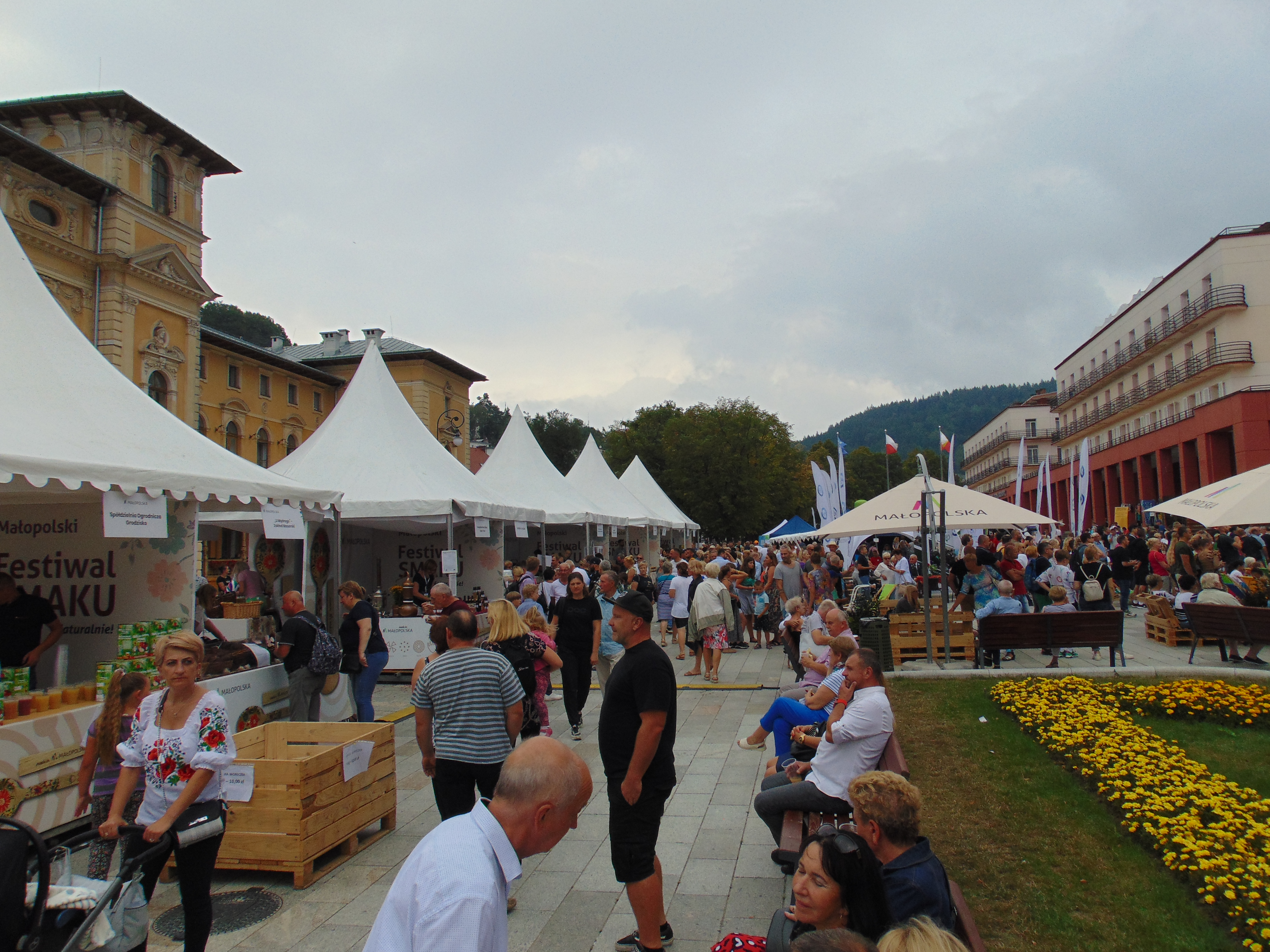
Małopolski Festiwal Smaku w Krynicy-Zdroju

Pomysłodawcą festiwalu jest Samorząd Województwa Małopolskiego a organizatorem jest Urząd Marszałkowski Województwa Małopolskiego.
Festiwal odbywa się corocznie od 2005 r. w czasie wakacji, w kilku terminach w różnych miejscach na terenie Małopolski. W czasie festiwalu rozgrywane są konkursy kulinarne, odbywają się pokazy sztuki kulinarnej i warsztaty oraz występy zespołów ludowych oraz koncerty muzyczne. Na swoich stoiskach producenci regionalni mają możliwość zaprezentowania swoich produktów i wyrobów.
W festiwalu w 2010 r. wzięło udział stu pięćdziesięciu wystawców, a liczba odwiedzających osiągnęła dwukrotnie liczbę 120 000 osób, w 2008 oraz ponownie 2010 roku.